# Orde dels Companys d'Honor
L'orde dels Companys d'Honor (anglès: Order of the Companions of Honour) és un orde del Reialme del Commonwealth. Va ser fundat el 4 de juny de 1917 pel Rei Jordi V, com una recompensa en les fites extraordinàries a les arts, literatura, música, política, indústria o religió.
L'orde està formada pel Sobirà, amb un màxim de 65 Companys d'Honor, que originalment tenien una quota màxima de 45 membres del Regne Unit, 7 d'Austràlia, 2 de Nova Zelanda i 11 dels altres països. A més, es poden afegir estrangers com a membres honorífics. L'orde no confereix la cavalleria ni cap altre estatus, però els receptors d'aquest orde de classe única, anomenats simplement Membres, poder fer servir el post-nominal CH.

## La insígnia
La insígnia de l'Orde consisteix en un medalló ovalat amb un roure, un escut amb les armes reials penjant d'una branca, i a l'esquerra, un cavaller muntat amb l'armadura. Al voltant hi ha un anell en esmalt blau amb el lema de l'orde IN ACTION FAITHFUL AND IN HONOUR CLEAR (Fidel en l'acció i Pur en l'Honor) en lletres d'or. L'oval té a la part superior una corona imperial. Els homes llueixen la insígnia penjant del coll amb una vermella amb les vores daurades, i les dames en un llaç a l'espatlla esquerra.

## Membres actuals

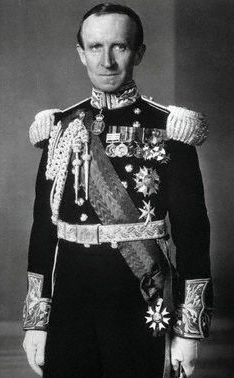
Lord Tweedsmuir, com a Governador General del Canadà lluint la insígnia de Company d'Honor al voltant del coll

- Sobirà: La Reina
- Membres
  -  El Molt Honorable Lord Ashley de Stoke CH PC (1975)
  -  El Molt Honorable Malcolm Fraser AC CH (1976)
  -  El Molt Honorable Lord Glenamara CH PC (1976)
  -  El Molt Honorable Sir Michael Somare GCL GCMG CH CF (1978)
  -  El Molt Honorable Lord Healey CH MBE PC (1979)
  -  El Molt Honorable Sir Brian Talboys AC CH KCB (1981)
  -  El Molt Honorable Doug Anthony AC CH (1981)
  -  Dr Frederick Sanger OM CH CBE FRS (1981)
  -  El Molt Honorable Lord Carrington KG GCMG CH MC PC DL (1983)
  -  Lucian Freud OM CH CBE (1983)
  -  Dr Sydney Brenner CH FRS (1987)
  -  El Molt Honorable Lord Tebbit CH PC (1987)
  -  Professor Stephen Hawking CH CBE FRS FRSA (1989)
  -  El Molt Honorable Lord Baker de Dorking CH PC (1992)
  -  El Molt Honorable Lord Brooke de Sutton Mandeville CH PC (1992)
  -  El Molt Honorable Lord King de Bridgwater CH PC (1992)
  -  Dame Janet Baker CH DBE (1993)
  -  El Molt Honorable Lord Owen CH PC (1994)
  -  El Molt Honorable Lord Hurd de Westwell CH CBE PC (1995)
  -  Sir David Attenborough OM CH CVO CBE FRS FZS (1996)
  -  El Molt Honorable Lord Howe d'Aberavon CH PC QC (1996)
  -  El Molt Honorable Lord Heseltine CH PC (1997)
  -  David Hockney CH RA (1997)
  -  Peter Brook CH CBE (1998)
  -  Professor Eric Hobsbawm CH FBA (1998)
  -  El Molt Honorable Sir John Major KG CH (1998)
  -  El Molt Honorable Lord Patten de Barnes CH PC (1998)
  -  Bridget Riley CH CBE (1998)
  -  General John de Chastelain CH OC CMM CD (1999)
  -  Richard Hamilton CH (2000)
  -  Doris Lessing CH OBE (2000)
  -  Sir Harrison Birtwistle CH (2001)
  -  Sir Colin Davis CH CBE (2001)
  -  Sir George Christie CH (2001)
  -  Sir Michael Howard OM CH CBE MC FBA (2002)
  -  El Molt Honorable Lord Hannay de Chiswick GCMG CH (2003)
  -  Sir Howard Hodgkin CH CBE (2003)
  -  Professor James Lovelock CH CBE FRS (2003)
  -  Sir Charles Mackerras AC CH CBE (2003)
  -  Sir Denis Mahon CH CBE (2003)
  -  Professor Dan McKenzie CH FRS (2003)
  -  Dama Judi Dench CH DBE FRSA (2005)
  -  Professor Anthony Pawson CH OC OOnt FRS FRSC (2006)
  -  Sir Ian McKellen CH CBE (2008)
  -  El Molt Honorable Lord Rogers de Riverside CH (2008)

- Honorary Members:
  -  L'Honorable Lee Kuan Yew GCMG CH (1970)
  -  Profesor Amartya Sen CH (2000)
  -  Bernard Haitink CH KBE (2002)